# Parijsch

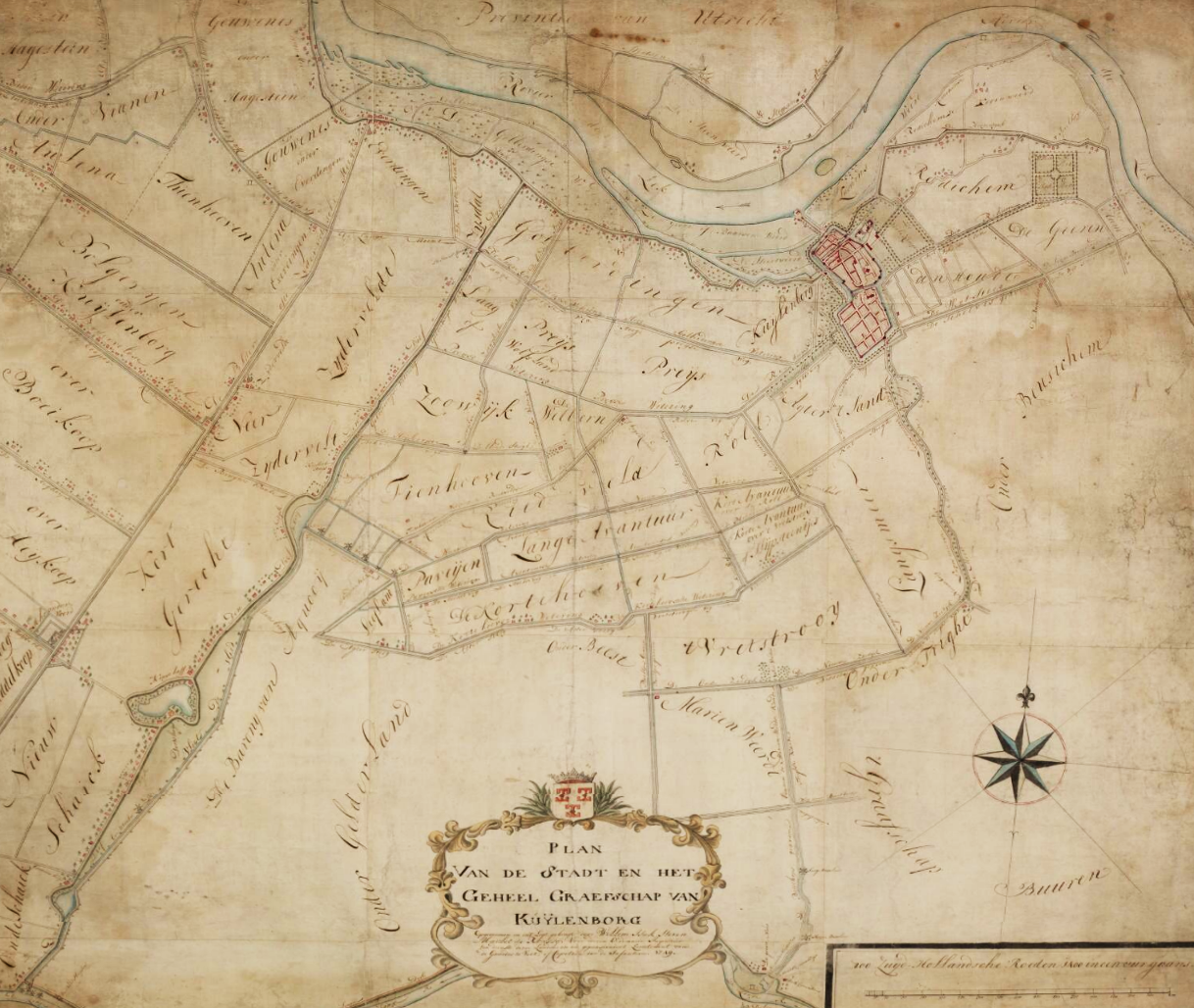
Graafschap Culemborg (1749), met de polders Laag Prijs en Prijs

Parijsch (ook gespeld als Parijs en Prijs) is een woonwijk, polder en voormalige buurtschap in de Nederlandse stad Culemborg. De oorspronkelijke polder Parijs beslaat het gebied tussen de Diefdijk in het westen, de Prijsseweg in het noorden, de Prijssche Wetering en Rietveldweg in het zuiden en de Landzichtweg in het oosten.

## Geschiedenis
De oudste bewoning van het gebied dateert uit het Laat-Neolithicum. Tot in de Romeinse tijd was er sprake van een vrijwel continue bewoning. In 2010 zijn restanten gevonden van kringgreppels uit de bronstijd (2000-800 v.Chr) en boerderijen en spiekers uit de ijzertijd (500-50 v.Chr.). Voorafgaand aan de ontwikkeling van de woonwijk Parijsch-Zuid is in 2011 en 2012 onderzoek gedaan naar bewoningssporen uit een periode van het Laat-Neolithicum tot en met de Romeinse tijd.

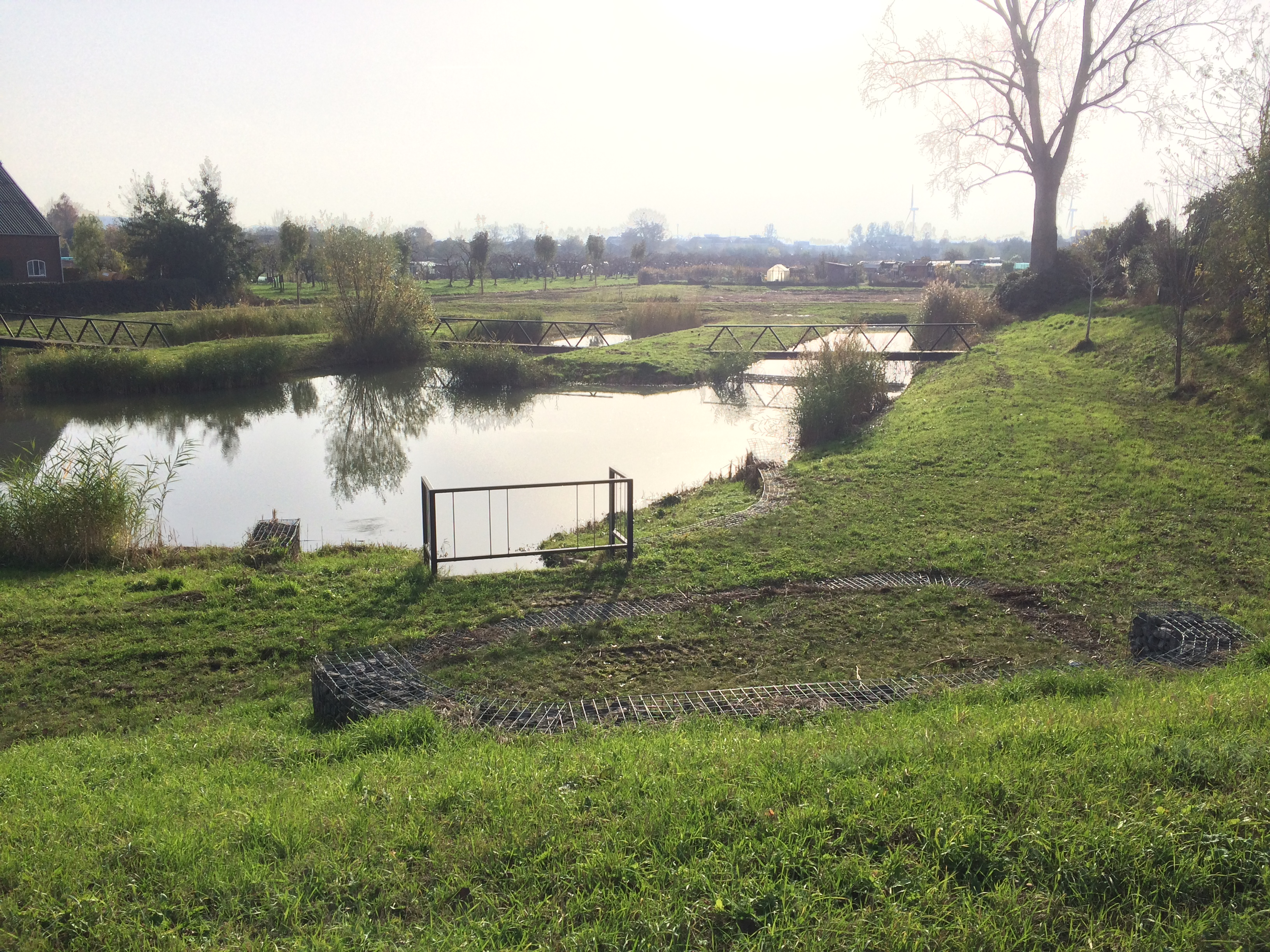
Boerderijen uit de ijzertijd, opgegraven in 2010

In de middeleeuwen werd het een ontginningsgebied dat de naam Parijs kreeg, vernoemd naar de Franse hoofdstad. Het was destijds gebruikelijk om nieuwe ontginningsgebieden een  naam te geven door te verwijzen naar een ver land of stad. Op deze manier hoopte men de nieuwe ontginning aantrekkelijk te laten klinken en boeren zo te bewegen zich er te vestigen.
In de 10e of 11e eeuw was parallel aan de Lek de polder Goilberdingen aangelegd. De zuidzijde van deze polder werd afgegrensd door de latere Prijsseweg, die waarschijnlijk voor Goilberdingen een functie had als waterkerende kade tegen de nog onontgonnen, drassige gebieden ten zuiden ervan. Rond 1100 werd aangevangen met de ontginning van de nieuwe polder Parijs, vanaf de Prijsseweg in zuidelijke richting, tot aan de Prijssche Wetering. De ontwateringssloten en dus ook de percelen kenden aan de westzijde van de nieuwe polder voornamelijk een noord-zuidrichting; de sloten en percelen aan de oostkant echter waren meer noordoost-zuidwest gericht, en hadden daardoor een betere aansluiting op de reeds bestaande ontginningen van Lanxmeer. De ontginning Parijs bestond uit de Lage Prijs en de oostelijk daarvan gelegen Hooge Prijs, waarbij de rond 1100 gegraven Oude Vliet als afscheiding fungeerde. De Hooge Prijs lag op een oude stroomrug.

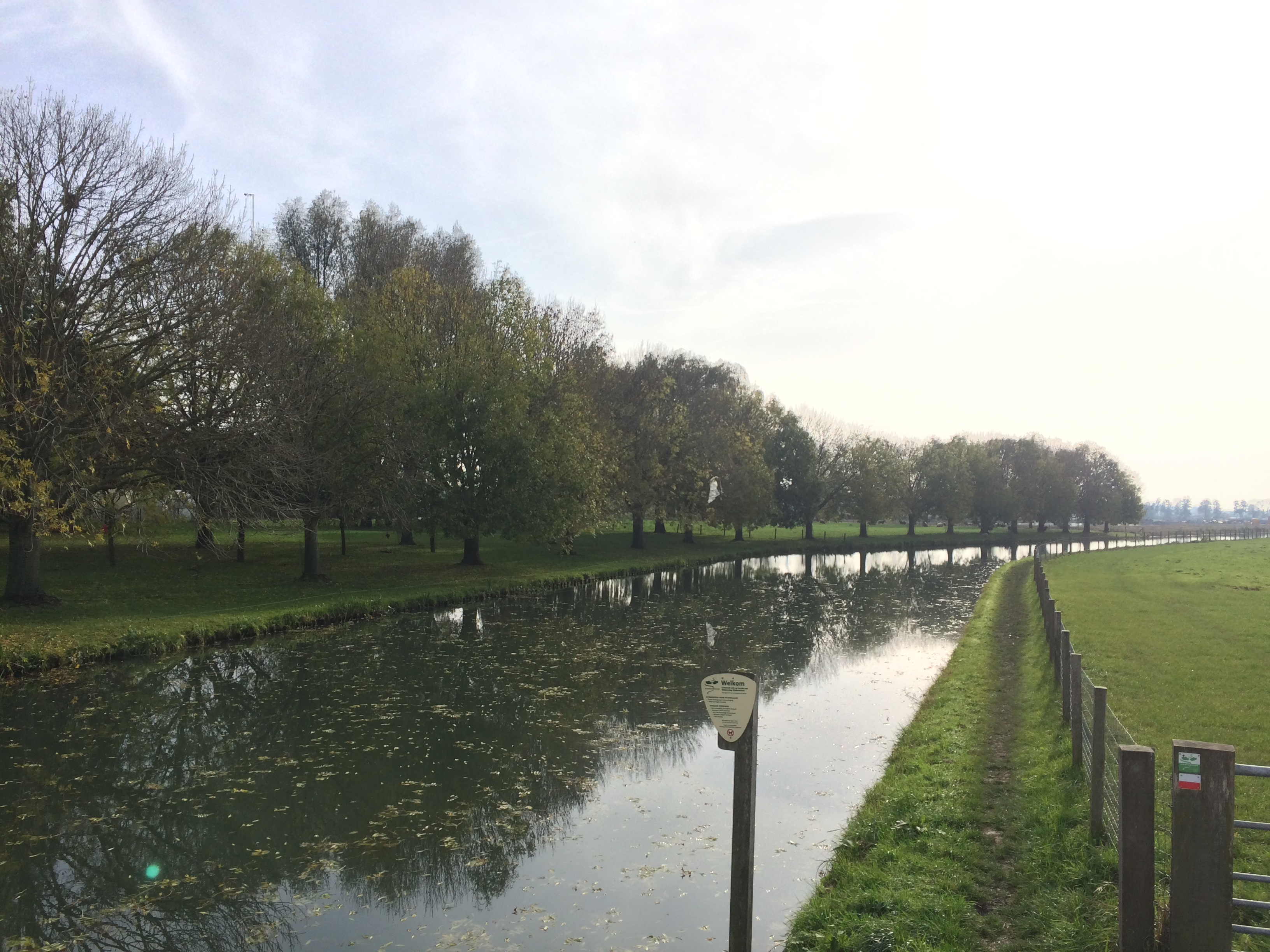
Oude Vliet, Culemborg (2020)

Als komgrond bleef het gebied waarvan Parijs deel uitmaakte eeuwenlang drassig. De kleigrond klonk in, terwijl de afdamming van de Rijn bij Wijk bij Duurstede in 1122 voor meer water in de Lek zorgde. Door de aanleg van de Diefdijk in 1284 werd het tevens moeilijker om het overtollige water af te voeren. Vanwege de wateroverlast weken veel boeren uit de polders Parijs en Paveien in de 13e eeuw uit naar het dorp Lanxmeer.
Door de aankoop in 1305 door de heren van Culemborg van de watergang Culemborgse Vliet, konden de diverse polders (waaronder Parijs) hun overtollige water beter afvoeren richting de Linge. Ook de aanleg van molens (en later gemalen) bevorderde de waterafvoer, maar de polder Parijs bleef een drassig gebied dat in de wintermaanden deels onder water stond. Hierdoor was het gebied weinig geschikt voor landbouw en bleef het grondgebruik beperkt tot wei- en hooilanden, grienden en eendenkooien. Bebouwing bleef schaars.
Nadat de nederzetting Culemborg in 1318 stadsrechten had gekregen, breidde Culemborg al snel aan de zuidkant uit en bracht een deel van de bebouwing van de buurtschappen Lanxmeer en Parijs binnen het stedelijk gebied. Dit nieuwe stadsdeel, dat als Nieuwstad bekend staat,  werd eveneens van stadsmuren en poorten voorzien. Aan de westzijde werd de Prijssepoort gebouwd, maar deze werd in 1480 al weer gesloten en omgebouwd tot verdedigingstoren.
De oostelijke grens van de middeleeuwse nederzetting (en tevens gerecht) Parijs lag op de hoek van de tegenwoordige Varkensmarkt - Zandstraat - Prijssestraat in het centrum van Culemborg. Het gerecht Parijs viel onder de heren van Culemborg.
In 1701 is bij boerderij het Spoel een nieuwe uitwateringssluis aangelegd zodat voortaan op de Lek kon worden afgewaterd. De aanleg van het Pannerdens Kanaal verhoogde echter weer de waterspiegel van de Lek waardoor de sluis onbruikbaar werd. In 1794 werden op diezelfde locatie een dijkcoupure en verdedigingsstelling aangebracht om het Franse leger tegen te kunnen houden. Bij de aanleg van de Nieuwe Hollandse Waterlinie in 1815 werd hier een nieuw fort gebouwd, het Werk aan het Spoel. De Oude Vliet werd verbreed zodat het als inundatiekanaal kon fungeren. Alle gebieden ten westen van Culemborg, waaronder Parijs, konden nu onder water worden gezet in geval van oorlog.

## Nieuwbouwwijk

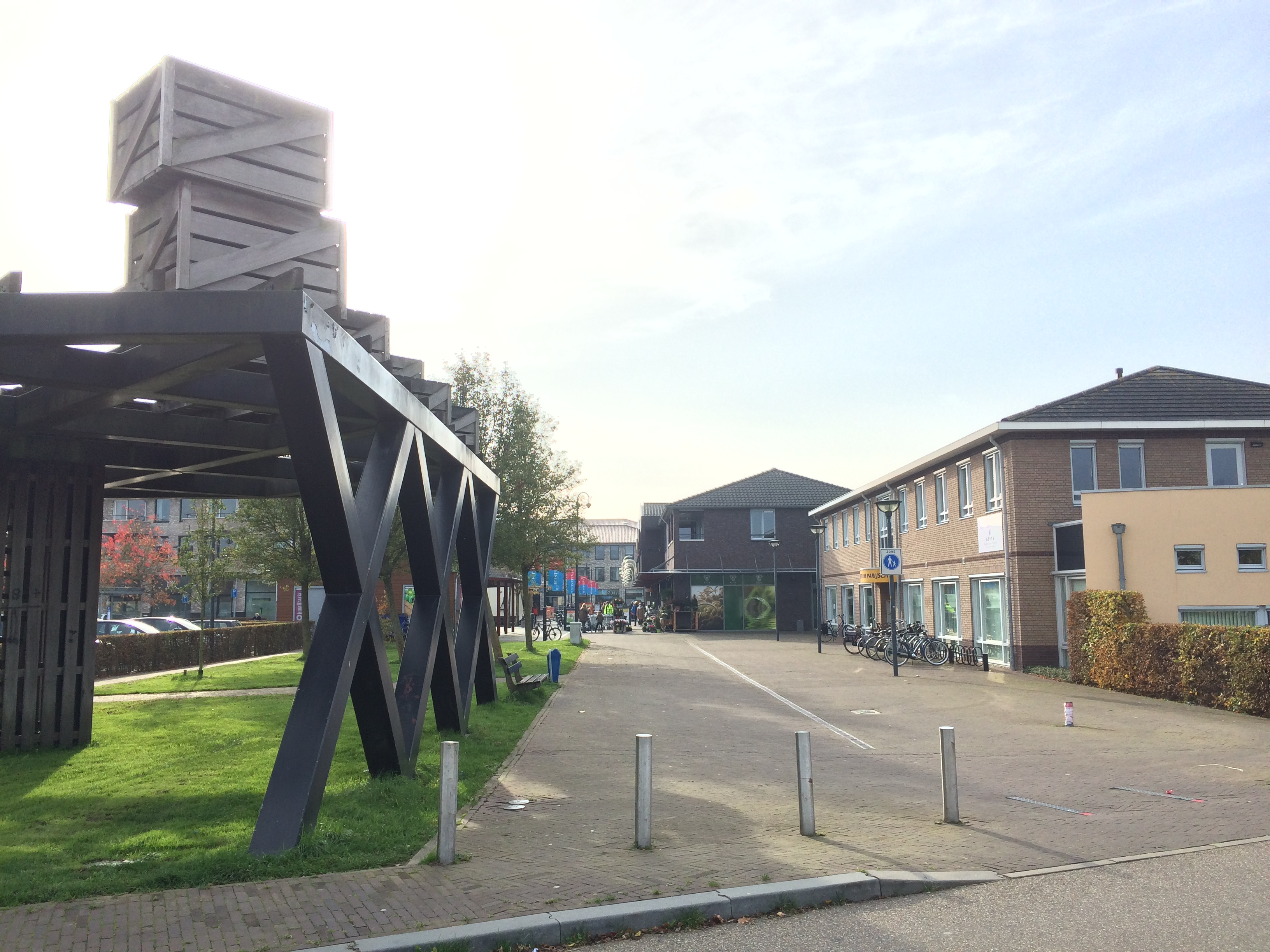
Winkelcentrum Parijsch (2020)

In 1996 werd begonnen met uitbreidingsplannen aan de westzijde van Culemborg. De gemeente richtte met Mourik Groot-Ammers BV de CV Ontwikkelingsmaatschappij Parijsch op om gezamenlijk de nieuwe wijk te ontwikkelen. In 2008 werd de woonwijk Parijsch Noord opgeleverd, die overigens niet in de polder Parijs was aangelegd maar in de voormalige ontginning Goilberdingen. De Hooge Prijs werd in 2010 deels bebouwd met de wijk Parijsch Centrum, waar tevens het Winkelcentrum Parijsch werd gevestigd. Daarna werd gestart met het bouwproject Parijsch-Zuid. Bij de aanleg van de woonwijken is rekening gehouden met oudere structuren en landschappelijke elementen, zoals dijkjes, sloten en boomgaarden.
Anno 2020 kent de gemeente Culemborg een verdeling in de wijken Parijsch Vlinderwijk en Parijsch Landzicht; Parijsch Noord heeft de naam Goilberdingen West gekregen. Het CBS verdeelt Parijsch over de Westelijke Buitenwijken en Verspreide huizen ten westen en zuiden van Culemborg.
De polder Lage Prijs is anno 2020 grotendeels onbebouwd. In deze polder is nog een eendenkooi aanwezig waarvan de oudste vermelding uit 1807 dateert.